# Хомяк Віктор Борисович
Віктор Борисович Хомяк (20 лютого 1958 — 27 січня 2014, Київ, Україна) — активіст Євромайдану. Герой України.

## Біографія
Основні дані відсутні. Відомо, що долучитися до акцій протесту Віктор Хом'як вирішив після подій 30 листопада, коли бійці «Беркуту» вночі жорстоко розігнали студентів на Майдані.

## Загибель на Майдані
27 січня на сайті МВС з'явилося повідомлення: "27 січня близько 11.00 на спецлінію «102» надійшло повідомлення, що Будинку профспілок повісилася людина. Згодом з'ясувалося, що тіло чоловіка було виявлене на внутрішній стороні каркаса ялинки, що розташована на Майдані Незалежності.
На місце події виїхали слідчо-оперативні групи Головного та Шевченківського управлінь столичної міліції. Тоді і було встановлено особу померлого. Ним виявився 55-річний житель Волинської області Віктор Хом'як. За даними міліції, видимих зовнішніх пошкоджень тіла виявлено не було.
Донька Віктора була здивована. О 7.30 вона розмовляла з батьком по телефону. Він запевнив доньку, що з ним все гаразд. Повідомив, що йде з нічного чергування в Будинок Профспілок відсипатися. О 10 годині доньці Віктора Хомяка зателефонували міліціонери. Вони хотіли перевірити, чи вона знає чоловіка на ім'я Віктор Хомяк. Отримавши підтвердження, трубку поклали, а вже пізніше повідомили про загибель батька.
На тілі були: рани на голові, численні садна на долонях, зірвані нігті, вивернуті пальці — це бачили судмедексперти і рідні, і згодом усі, хто приходив попрощатися із земляком. У висновках судмедексперт написав: «Причина смерті — повішення».
За яких конкретно обставин відбулася трагічна подія, допоки невідомо.
Приспущеними прапорами й чорними стрічками зустрічала рідна земля Віктора Хомяка. Вшанувати пам'ять героя майданівця прийшли не тільки родичі і знайомі, але й січові стрільці і багато земляків.

## Вшанування пам'яті
Депутати Боратинської сільської ради долучилися до збору коштів та ухвалили рішення оголосити на території Боратина, Рованців, Голишева, Новостава День жалоби.

## Нагороди
- Звання Герой України з удостоєнням ордена «Золота Зірка» (21 листопада 2014, посмертно) — за громадянську мужність, патріотизм, героїчне відстоювання конституційних засад демократії, прав і свобод людини, самовіддане служіння Українському народу, виявлені під час Революції гідності[1]
- Медаль «За жертовність і любов до України» (УПЦ КП, червень 2015) (посмертно)[2]